# مجمع جزيئي
يعرّف ك. إريك دريكسلر المجمّع الجزيئي (بالإنجليزية: Molecular assembler) بأنه «جهاز مقترح قادر على توجيه التفاعلات الكيماوية عن طريق وضع جزيئات تفاعلية مع دقة ذرية». وتتوافق بعض الجزيئات البيولوجية مثل الرايبوسومات مع هذا التعريف بما أنها تتلقى التعليمات من الرنا الرسول ومن ثم تقوم بتجميع سلاسل محددة من الأحماض الأمينية لبناء جزيئات البروتين. على أي حال فإن مصطلح «المجمّع الجزيئي» عادة ما يشير إلى الأجهزة النظرية التي يصنعها الإنسان.
قام مجلس الهندسة وأبحاث العلوم الفيزيائية البريطاني بتمويل تطوير المجمعات الجزيئية الشبيهة بالرايبوسوم وذلك لأنه من الواضح بأن المجمعات الجزيئية ممكنة في إطار هذا المفهوم المحدود. قام مشروع خارطة طريق تقني قاده معهد باتيل ميموريال وتمت استضافته من قبل العديد من المختبرات الوطنية الأمريكية باستكشاف مجموعة من تقنيات التصنيع الدقيقة ذريا والتي تشمل كلا من الآفاق البعيدة المدى والمبكرة الجيل للمجمع الجزيئي البرمجي ونشر التقرير في ديسمبر 2007.
كما وأن مصطلح «المجمع الجزيئي» قد تم استخدامه في مجال الخيال العلمي والثقافة الشعبية للدلالة على مجموعة واسعة من الآلات النانوية المذهلة المتلاعبة بالذرة والتي يستحيل وجود معظمها فيزيائيا في الحقيقة. ينتج كثير من الجدل الدائر حول «المجمّعات الجزيئية» من الحيرة تجاه استخدام الاسم لكل من المبادئ التقنية والخيالات الشائعة. في عام 1992، قام دريكسلر بتقديم مصطلح «التصنيع الجزيئي» الأسهل فهما والأقرب صلة بالموضوع حيث عرفه بأنه: «التخليق الكيماوي لمركبات معقدة عن طريق الوضع الميكانيكي للجزيئات التفاعلية لا عن طريق التلاعب بالذرات المفردة».
يناقش هذا المقال في معظمه «المجمعات الجزيئية» بمفهومها الشائع وتتضمن الآلات الافتراضية التي تتلاعب بالذرات المفردة والآلات الشبيهة بالكائن والتي تمتلك القدرة على التكرار الذاتي والانتقال وقابلية استهلاك الطعام وهكذا دواليك. وتختلف هذه الأجهزة تماما عن الأجهزة التي نادرا (كما تم تعريفها في الأعلى) «ما تقود التفاعلات الكيماوية عن طريق وضع الجزيئات التفاعلية مع الدقة الذرية».
حدث الكثير من الجدل بخصوص إمكانية وجود «المجمعات الجزيئية» على أرض الواقع أو كونها مجرد خيال علمي ببساطة وذلك لأنه لم يتم بناء أي مجمعات جزيئية مخلّقة أبدا. تنبع الحيرة والجدل من تصنيف هذه المجمعات كتقانة نانو والتي هي منطقة نشطة من الأبحاث المخبرية التي تم تطبيقها في حالة إنتاج المنتجات الحقيقية، على كل فلم توجد حتى عهد قريب أي جود بحثية تصب في البناء الفعلي "للمجمعات الجزيئية". ". واجهت لأبحاث الحسابية نقدا رئيسيا في منتجات «المجمّعات الجزيئية» الأكثر تطورا مفاده أنه من المستحيل تحقيق التركيب موضوع مادة البحث في أيامنا هذه.

## مصانع النانو
إن مصنع النانو هو نظام مقترح تقوم فيه الآلات النانوية (المشابهة للمجمعات الجزيئية أو أذرع الروبوتات الصناعية) بجمع الجزيئات التفاعلية بواسطة التركيب الكيميائي لبناء أجزاء أكثر دقة ذريا. ويتم تجميع هذه بدورها عن طريق وضع آليات ذات أحجام متنوعة لبناء منتجات مجهرية (أي يمكن رؤيتها) ومع ذلك فهي لا تزال محافظة على دقتها الذرية.
بالإمكان وضع المصنع النانوي المثالي في مربع سطح المكتب، وحسب الرؤية التي يقدمها ك. إريك دريكسلر والمنشورة في دورية نانوسيستمز: تصنيع وحوسبة الماكينات الجزيئية (1992)، عمل بارز في «الهندسة الاستكشافية». خلال العقد الماضي، قام آخرون بتوسيع مبدأ مصنع النانو وتضمن ذلك تحليل تجميع مصنع النانو المتقارب الذي قدمه رالف ميركل وتصميم أنظمة بناء مصنع النانو المتضاعف واقترحه ج ستورز هول، وقدم فوريست بيشوب «المجمع العالمي» أما زيڤكس فقدم عملية التجميع الأسية والتي حاز على براءة اختراعها وأضاف كريس فونيكس (مدير الأبحاث في مركز تقنية النانو المسؤولة) تصميم أنظمة المستوى الأعلى «لمصنع النانو البدائي».تم تلخيص كل تصاميم المصنع النانوي (وأكثر) في الفصل الرابع من كتاب الآلات ذاتية التكرار حركيا (2004) للمؤلفين روبرت فريتاس ورالف ميركل. تعتبر تعاونية مصنع النانو  التي أسسها روبرت فريتاس ورالف ميركل في العام 2000 جهدا مركزا ومستمرا يشترك فيه 23 باحثا من 10 منظمات و4 دول وتعمل على تطوير أجندة بحثية عملية تهدف خصوصا للتركيب الكيميائي للماسة التي يمكن التحكم بموقعها وتطوير مصنع النانو الماسي.
في عام 2005، أنتج جون بورش بالاشتراك مع دريكسلر فيلم رسوم متحركة قصير يوضح فكرة المصنع الجزيئي. كانت مثل هذه التخيلات موضع نقاش كثير على عدة مستويات فكرية ولم يستطع أحد ما اكتشاف مشكلة يمكن التغلب عليها في النظريات الأساسية ولم يتمكن أحد من إثبات أن هذه النظريات يمكن ترجمتها لتطبّق على أرض الواقع، وعلى أي حال فما زال النقاش مستمرا وقد تم تلخيص بعضه في مقال تقانة النانو الجزيئية.
إن أمكن بناء مصانع نانوية، فحدوث خلل خطير في بنية الاقتصاد العالمي سيكون أحد الآثار السلبية المحتملة لهذا الفعل بالرغم من أنه يمكن وجود نقاش حول أن يكون لهذا الخلل أثر سلبي بسيط إن امتلك كل فرد مثل هذه المصانع النانوية. بالإمكان أن نتوقع أيضا فوائد عظمى لهذه المصانع حيث أن أعمال خيال علمي عديدة قد استكشفت جوانب مماثلة أيضا. احتمال وجود مثل هذه الأجهزة كان جزءا من توصيات دراسة بريطانية مهمة قادها ديم آن داولينج البروفيسور في مجال الهندسة الميكانيكية و قد اكتمل التقرير الآن.

## التكرار الذاتي
غالبا ما يتم الخلط بين «المجمعات الجزيئية» والآلات التي تتضاعف ذاتيا. للحصول على كمية مفيدة عمليا من المنتج المطلوب، فإن حجم نطاق النانو الذي يمثل مجمعا جزيئيا عالميا مطابقا لذلك الموجود في الخيال العلمي يتطلب عددا كبيرا للغاية من هكذا أجهزة. على أي حال فإن مجمعا جزيئيا واحدا كالمجمعات النظرية قد تتم برمجته ليعيد تكرار نفسه ذاتيا وبناء نسخ عديدة منه. ويسمح هذا بوجود معدل أسي للإنتاج. بعد توفر كميات كافية من المجمعات الجزيئية ستتم إعادة برمجتها لإنتاج المنتج المطلوب. على أي حال فإن لم يتم كبح تضاعف المجمعات الجزيئية الذاتي فربما يؤدي ذلك لمنافسة مع الكائنات التي تحدث طبيعيا فيما سمي بالإيكوفاجي أو (بالإنجليزية: Ecophagy) أو مشكلة الغراي غو.
تكمن إحدى طرق بناء المجمّعات الجزيئية في محاكاة العمليات التطورية التي يتم توظيفها بواسطة الأنظمة الحيوية. يستمر التطور الحيوي بواسطة التغير العشوائي الذي يرافقه إعدام المتغيرات الأقل نجاحا وإعادة إنتاج المتغيرات الأكثر نجاحا. يمكن تطوير إنتاج المجمعات الجزيئية المعقدة من أنظمة أبسط بما أن «النظام المعقّد الذي يعمل بطريقة صحيحة اكتشف أنه قد تطور بشكل ثابت من نظام بسيط ناجح...إن نظاما معقدا تم تصميمه من الصفر لم يعمل أبدا ولا يمكن ترقيعه بغرض حمله على العمل بل يجب عليك أن تبدأ من جديد باستخدام نظام ثبتت فاعليته». على أية حال، فإن معظم أدلة السلامة المنشورة تتضمن «توصيات ضد التطوير... وتصميمات لمضاعف والتي تمنع طفرات التطور أو التطورات الحاصلة».
تحتفظ معظم تصميمات المجمّع «بالكود المصدري» خارج بنية المجمّع. تتم قراءة كل خطوة من عملية التصنيع من ملف حاسوب عادي ويتم «توزيعه» إلى جميع المجمعات. عند خروج أي مجمع من المجال الخاص بذلك الحاسوب، أو عند ينقطع الرابط بين ذلك الحاسوب والمجمعات أو عند فصل الحاسوب عن مصدر الطاقة، فإن المجمعات تتوقف عن التضاعف. إن «بناء التوزيع» هذا هو واحد من مظاهر السلامة التي توصي بها "مبادئ الاستبصار في تقانة النانو الجزيئية" وخريطة تضم 137 مساحة تصميم للبعد المكرر  والتي نشرها فريتاس وميركل مؤخرا وتوفر طرقا عملية عديدة يمكن عن طريقها التحكم بالمكرّرات بأمان باستخدام التصميم الجيد.

## الجدال بين دريكسلر وسمولي
صدرت إحدى الانتقادات الصريحة لبعض مبادئ «المجمعات الجزيئية» من البروفيسور ريتشارد سمولي (1943-2005) الحائز على جائزة نوبل لاسهاماته في مجال تقانة النانو. آمن سمولي بأن مثل هذه المجمعات ليست ممكنة فيزيائيا وقدم اعتراضات علمية ضدها. أبرز ما قدمه من اعتراضات تقنية ما اصطلح على تسميته «بمشكلة الأصابع السمينة» و«مشكلة الأصابع الدبقة». آمن سمولي بأن هاتين المشكلتين من شأنهما استبعاد احتمال «المجمعات الجزيئية» التي تعمل عن طريق الالتقاط والوضع الدقيق للذرات المفردة وقد رد دريكسلر والعاملون معه على هذين المسألتين  في نشرة صدرت في العام 2001.
آمن سمولي أيضا بأن تخمينات دريكسلر بخصوص 	الأخطار المروعة للآلات ذاتية التكرار التي تمت مساواتها مع «المجمعات الجزيئية» قد تهدد الدعم الشعبي لتطوير تقانة النانو. للوقوف على الجدال الدائر بين دريكسلر وسمولي حول المجمعات الجزيئية قامت مجلة أخبار الهندسة والكيمياء بنشر نقاط التوافق التي تمثلت من تبادل الرسائل التي تعرضت لهذه القضايا.

## تنظيم المجمّعات الجزيئية
كانت التخمينات التي تتعلق بقوة الأنظمة المسماة بالمجمعات الجزيئية قد أرسلت شرارة نقاش سياسي موّسع حول الآثار المترتبة على تقانة النانو. ويعود هذا في جزء منه إلى حقيقة أن تقانة النانو هي مصطلح فضفاض جدا ويمكن أن يشمل مصطلح «المجمعات الجزيئية». دعا النقاش الخاص بالآثار المحتملة للمجمعات الجزيئية الخيالية إلى إيجاد تنظيم لتقانة النانو الحالية والمستقبلية. توجد مخاوف حقيقية بخصوص الأثر البيئي والصحي على تقانة النانو والتي يتم إدماجها في المنتجات المصنعة. قامت منظمة السلام الأخضر مثلا بإصدار تقرير يتعلّق بتقانة النانو تعبر فيه عن قلقها بشأن سمية المواد النانوية التي يتم تقديمها في البيئة. برغم ذلك، فإن هذا التقرير يمثل إشارات عابرة فقط لتقانة «المجمع». قامت الجمعية العلمية الملكية البريطانية والأكاديمية البريطانية الملكية للمهندسين بإصدار تقرير بعنوان «العلوم النانوية والتقنيات النانوية: الفرص والشكوك» فيما يتصل بالآثار الاجتماعية والبيئية على تقانة النانو، ولا يناقش هذا التقرير التهديدات التي تمثلها ما يدعى «بالمجمعات الجزيئية».